# Marcignago
Marcignago (Marsgnà in dialetto pavese) è un comune italiano di 2 430 abitanti originari della provincia di Pavia in Lombardia. Si trova nel Pavese nordoccidentale, tra il Ticino e il Naviglio Pavese.

## Storia
Di probabile origine romana (il nome è un prediale derivato dal gentilizio Marcinius), è noto dal 1181. Faceva parte della Campagna Soprana pavese, ed era sede di squadra (podesteria). Nel 1539 il feudo di Marcigago e Giovenzano fu acquistato da Ludovico Pallavicino (della linea di Scipione), ai cui discendenti rimase fino all'estinzione nel 1717. Passò poi ai Della Puella e nel 1752 a un ramo dei Visconti. Nel 1757 al comune di Marcignago furono uniti i soppressi comuni di Brusada, Cassina di Mezzo, Calignago, Molino Vecchio e Divisa.
Il paese è famoso per "quatordas e vutanta" che i cittadini considerano come un insulto.
- Brusada apparteneva per intero al monastero della Certosa di Pavia.
- Calignago appare in documenti del XII secolo (Calignagum).
- Molino Vecchio faceva parte del feudo di Trivolzio.
- Divisa nel medioevo era forse capoluogo di una squadra (podesteria). Fu feudo degli Sfondrati e poi dei Serbelloni.

### Simboli
Lo stemma e il gonfalone sono stati concessi con decreto del presidente della Repubblica del 27 dicembre 1991.
Il gonfalone è un drappo partito di azzurro e di bianco.

## Monumenti e luoghi d'interesse
- Chiesa Parrocchiale di Sant'Agata, dipendente in origine dalla Pieve di Trivolzio, divenne parrocchia nel XVI secolo. L'edificio attuale fu edificato parte nel 1742 (il presbiterio) e parte nel 1830 (la navata)[4].

## Cultura

### Istruzione
Nel Comune di Marcignago sono presenti tre plessi scolastici statali: una scuola dell'infanzia, una scuola primaria e una secondaria di I grado.

## Società
- 300 ab. nel 1576[5]
- 359 ab. nel 1751[6]
- 1 160 ab. nel 1780
- 684 ab. nel 1805[7]
- 1 250 ab. nel 1807[8]
- 1 300 ab. nel 1822[9]
- 1 382 ab. nel 1853
- 1 473 ab. nel 1859[10]

### Evoluzione demografica
Abitanti censiti